# Väsby-Långsjö
Väsby-Långsjö är en sjö i Södertälje kommun i Södermanland och ingår i Trosaåns huvudavrinningsområde. Sjöns area är 0,033 kvadratkilometer och den befinner sig 53 meter över havet.